# Островичке терме
Островичке терме једна су од термоминералних појава у нишавској термалној зони лоциране у средњем делу Сићевачке клисуре, у Островичкој котлини. У литератури, овим термама познатим и као Бањица и Островичка (Сићевачка) бања или обичан извор у планини Островичке реке, годинама није придаван велики значај. Међутим, као термоминерални извор знатне издашности, терме су добиле на значају за научна теоријска и апликативна географска проучавања, тек када се у југоисточној Србији приступило изради просторних планова за економско усмеравање.

## Називи
Островичке терме — Бањица — Осатровичка бања — Сићевачка бања — Извор у планини Островичке реке

## Положај
Избијају на јужном ободу басена Свете Петке суподнном кречњачких висова: Облика (898 m). Коњарника (655 m) и Граца (320 m). Од наближих насеље удаљене су од: Ниша 23 km, Островице око 1,5 km и њене насеобине (раселнце изграђене 1950. године) код истоимене железничке станице (1 км), претежно на левој страни Нишаве поред островнчког пута.

## Општа разматрања
Прве податке о Островичким термама налазимо у делу М. Милићевић, који је забележио да је „Бањица. топло врело у селу Островици, више Сићева. Бањицу помињу и Котуровић у 19. веку а почетком 20 века и М. Леко. На основу Милићевићеве белешке, Островичке терме су регистроване и 1922. године. Тада их је М. Леко унео у преглед минералних извора Југославије, не под именом Бањица, већ као Островичка, односно Сићевачка бања која је неиспитана и не експлоатише се.
Бањица се последњи пут у литератури помиње 1951. године, када је o њој писао Петровић. По њему, она је врело „које избија из планине" и потиче од воде Островичке реке и са првог слапа пада у једно удубљење а затим понире у плавнни.
Опсежна истраживања Островички терми објављена су тек 1967. године од стране Михајла Костића и Живорада Мартиновића.

## Природне и географске карактеристике средине
У морфологији терена Островичких терми истичу се абразиони и флувиоденудациони облици. Абразиони облици су у вишем делу Кусаче и Облика а флувиоденудациони чини систем нишанских тераса. Флувијалне терасе су фрагментарно очуване на сектору Црквишта, Бањице и Кошаришта. Изнад Кошаришта најизразитије су терасе од 250 m и на темену Заврте од 260—258 m.
У дну басена је нишавско–островичка алувијална тераса. Она, због несаглашеног профила Островичке реке. на изласку из клисуре Ждрела има изглед плавине која непрекидно расте и једним делом је тектонски условљена. Младим тектонским процесима вршило се издизање и спуштање у сливу Островичке реке. Издизања су захватила зараван Плоче у горњем, а спушања басена св. Петке, y доњем току  Према томе, морфологију дна басена св. Петкв чине и две алувијалне антропогене терасе.
У рељефу доњег тока Островичке реке истичу се и поменута клисура Ждрело као и ерозивни облици — вододерине. Иако је незнатне дужине, због великог пада, река располаже јаком ерозивном енергијом којом је у ртастој епигенији Граца створила џиновске лонце и каскаде већих димензија.
Вододерине су у стадијуму стварања и представљају плиће или дубље бујичне суходолице, Оне су активне само за време интензивних падавина.

### Геолошка грађа
Долина Островичке реке, у којој извиру истоимене терме, је композитна и полигенетска и састоји се из три дела; горњег средњег и доњег:
Доњи део — чини басен Свете Петке и клисура Ждрело.
Средњи део — чини проширење Граца, клисура Срндин камен и проширење Големи вир.
Доњи део — чине Островичка клисура и котлина у горњем току Островичке реке.
Од наведених морфографских целина највећи су басен Свете Петке у коме су сви значајни термоминерални извори и басен Островице у које је село Островица.
За геолошку грађу, хидрогеолошке прилике и појаву терми, најважнији је басен св. Петке. Њега изграђују кредни кречњаци неогена и алувијума. Обод је од кречњака валендијске, отривске, баремске и сенонске старости. Боја кредних кречњака најчешће је плавкасте и сивкасте боје а по структури је масивна, или испуцана и скрашћена. Док су изнад терми Кошаришта и Бањице, на Коњарнику и Грацу, местимично слојевити и банковити. Сенонски кречњаци су песковити и са фосилима крупних ринхонела и рудиста.
Ниже делове обода и део басена изграђују неогени слојеви, на Грацу, чије је теме такође било покривено овим седиментима „дебелим око 200 m“, они су Островичком реком просечени и денудовани те је створена ртаста епигенија.
Неогене слојеве сачињавају пешчари, пескови, лапори и глине, вероватно, панонске и понтиске старости и нарочито су заступљени на источном ободу а извесно је да леже и у бази алувијалних седимената.
Од најмлађих седимената изграђене су равни Островичке реке и Нишаве. То је алувијум кога чине облуци разне величине и петрографског састава, а затим глиновити. муљевити и песковити материјал.
Плавински материјал, непосредно око терме Бањице, је од крупних кречњачких блокова, а на антропогеним терасама и нишавској равни претежно од валутака и ситнијег шљунка.
На терену Островичких терми, еруптивне стене су заступљене код Сићева, манастира св. Петке и у самој раселици Островице. На другом локалитету оне се простиру, с обе стране Нишаве, на дужини „око 50 м“.
, док су на осталим местима мањег пространства.

### Климатске карактеристике
Температура ваздуха
По регионалним климатским одликама, рејон Островичких терми спада у топлије и сушније пределе Србије. По броју дана са температуром од 5°, 10° и 15 °C, или већом од ових, ово подручје је „међу првима у Србији“. 
| Средње темературе годишњих доба у Сићевачкој клисури (1950—2009) |         |          |          |          |
| Годишње доба                                                     | Зима    | Пролеће  | Лето     | Јесен    |
| Средња температура                                               | 1,53 °C | 11,87 °C | 21,37 °C | 12,07 °C |

Ветрови
У рејону Островичких терми, као и Островичкој котлини и Сићевачкој клисури дувају; северни ветрови (Кошава), северозападни, „Сићевац“, „Југо“ и други;
| Назив ветра         | Карактеристике |
| ------------------- | --- |
| Кошава              | Северни ветар (северњак, „свињоморац“), који се јавља из североисточног правца. Нема велику честину и дува знатном јачином у хладнијој половини године.             |
| Сићевац             | То је ветар који дува кроз Сићевачку клисуру и најснажнији је ветар у овој области. Често је олујног карактера.                                                     |
| Југо                | Топао и веома неповољан ветар за пољопривредне усеве и стоку. Он исушује тло, усеве и воће, тако да се биљке под његовим утицајем „спаруше“, а стока мршави и гине. |
| Северозападни ветар | То је најучесталији ветар на простору клисуре, који дува брзином од 1,5 до 2,9 .                                                                                    |

Облачност у рејон Островичких терме доносе западни ветрови, док сви остали ветрови углавном узрокују ведро време. Највећа облачност је током зиме, а максимум достиже током месеца децембра када је 7,8 десетина неба покривено облацима. Смањење облачности почиње са првим пролећним месецима и траје до септембра.
Падавине
Овакав термички режим одликује се малом средњом годишњом количином падавина (580,8 mm) са максимумом у мају (83,4 mm; 14%) и минимумом у фебруару (око 30 mm; 5%). За лето индекс суше у подножју Суве планине, те и у овој области, је 19. а годишњи 27. Према томе, и поред релативно довољне количине падавина, због неравномерне расподеле (индекс суше зими је 47, с пролећа 31. а с јесени 25), рејон Островичке котлине спада међу најсушније у Србији.

## Класификација термоминералних вода
На основу начина на који се јављају извори у островичкој термалној зони разврстани су у четири групе: 

### Терма Бањице
Ове терме јављају се у већем изворишном басену, неправилног елипсастог облика, дуже осе 10 m и краће 4—5 m. на висини од 248 m, на десној обали Островичке реке, при изласку из клисуре Ждрела. Величина басена је променљива, збо непрекидног затрпавања наносом речног материјала.
Дубина изворишта, делимично обраслог барским биљем, према подацима из октобра 1965, била је око 0,6 m. Међутим, код другог проматрања, у мају 1966, басен је био готово потпуно засут наносима Островичке реке која се излила после јаких киша с пролећа 1966. године.
Због засипањем смањена је издашност Бањице и појачана днсперзија термалне воде, која се јавља у млазевнма и кроз бројне подземне токове отиче и низводно избија на више места. И поред велике дисперзија, издашност терме је знатна, али и промењљива и креће се од (мерено на преливу отока),од 2,5 l/sес до 8,6 l/sес.
На температури ваздуха од 17 °C, термална вода Бањице је око 22 °C, и при приближно истим атмосферским условима око 21 °C. То значи да температура хипотермалне воде Бањице колеба за 1 °C. Ова појава је последица колебања издашности извора, јер издан Бањице сем термалне, храни крашка и речна вода.
По физичко-хемијским особинама Бањица је нндиферентна терма. Њена вода је увек безбојна и бистра, а када је чиста укусна је и за пиће јер садржи угљену киселину и незнатно је минерализована. Ова вода је и радиоактивна, са јаче наглашеним радиоактивитетом, пошто је издашност извора релативно велика. По овим карактеристикама термоминерална вода Бањице може се упоредити и са индиферентним термама које су већ познвте као радиоактивне у Нишављу нпр. оне у Нишкој Бањи. 
| „ | Радиоативност воде огледа се и у томе што се наводњавањем слабо продуктивног земљишта добија поврће краћег вегетативног периода и релативно великог приноса. | ” |

### Термални алувијални извори
Ови извори се јављају низводно од Бањице. Најјачи је Бурница који извире на 245 метара висине у павинском материјалу. Ова термална зона инлинира према Островичкој реци и Нишави где дуж обала има слабих термалних млазева.
Током 1965. године издашност Бурнице била је 15 л/сек а температура воде се кретала од 16—18 0С. Собзиром да ови извори потичу од Бањице њихове воде су у основи индиферентне терме, алу слабије минерализоване.

### Периодски термални извори
Главни периодски термални изворис у Лујчовско и Гужвинско врело. 
Лујчовско врело
Лујчовско врело избија на висини од 275 m, на излазном делу клисуре, Срндин камен, 3 m од десне обале Островичке реке код Лујчовске воденице, на 1—2 m над коритом реке, из кречњачких дробина.
Нижи, јачи извор истиче гравитационо а виши, слабији сифонски. Издашност јачег извора је 1,0 а слабијег 0,2 l/sec.
Температура воде је константна, око 20,5 °C. Вода је бистра, безбојна и накиселог укуса због присуства CO2. 
Гужвинско врело
Гужвинско врело се налази на путу Островица—Куновица, нa висини od 295 m, такође поред корита Островичке реке, у проширењу познатом као Големи вир.
Издашност врела 1966. била око 2 l/sec, мада је према подацима месног становништва, максимална издашност је троструко већа.
Температура воде је око 20,5 °C, док су њене важније физичко–хемијске особине приближно исте као код Лујчовског врела.

### Пукотински термални извори
Извори ове групе избијају на странама Граца и Коњарника. На Грацу најјаћи термални извор је Ждрело (у истоименој клисури 30 метара узводно од Бањице) и Кошариште које настаје на додиру источне стране Коњарника и нишке алувијалне равни.
Ждрело
Ждрело истиче из једне дијаклазе под завршним делом клисуре. Воде врела су промењљиве температуре (око 22 0С) и издашности која је износи од 0,2 до 1,5 л/сек. 
Кошариште
Овај извор чини већи број мањих, на међусобном растојању  1 — 1,5 метар и висини од 242. метара. Воде врела су промењљиве температуре (око 22 0С) и издашности која је износи око 5 л/сек.
Као и бањичка вода и вода Кошаришта је типично индиферентна хипотерма, безбојне, без мириса и накиселог укуса без гасне еминенције.

## Историјат
Островичке терме, познатије ка Бањица биле су познате мештанима Сићевачке клисуре и служиле за лечење, купање и друге сврхе од давнина. O тој њиховој улози и значају y прошлости, данас сведоче остаци материјалне културе на простору Островичке котлине.
Један од најзначајнијих локалитета раније насељености, на коју је утицало постојање ових терми, је узвишење Градац. На његовом темену и око њега пронађена су огњишта, кућишта, гробишта и друго. Како су ти остаци углавном средњовековни, највероватније да је око Островичких терми у то доба постојала насеобина.
Међутим, не искључује се и чињеница да су ове терме коришћене у античко, па чак и у праисторијско доба, нашта упућује откриће једног каменог чекића и четири римска бакарна новца, нађених код села Островице, и чињеница да се зна се да су у Сићевској клисури поуздано постојала античка и још старија насеља. Ова претпоставка заснива се и на чињеници да су Римљани гајили култ вода и врло вероватна, су поред терме Нишке Бање коришћен у античко и старије праисторијско доба и ови извори вероватно коришћени.
У средњем веку, насеље је било заштићено утврђењем Градац, од кога доскора распознавао спољни зид од ломљеног камена. У то доба од значаја је био и манастир Свети Арханђел, чија је порта била уједно и термална манастирска насеобина.
У првом периоду Османлијске окупације када су многа бањска насеља Србије заспустела и изгубила дотадашњи значај, Островичке терме су претежно коришћене о црквеним празницима и саборима у циљу култног лечења. Таквих светковина извесно је било чешће, јер је Сићевачка клисура, по својим географским особинама изоловања и одвајања, била предодређена за развој духовног живота (мала Света гора). Како је Сићевачка клисура остала по страни важнијих путева живот у њој пулсирао је преко Нишаве и њених притока, протичући у знаку духовног мира и страха. Овде су долазили они који су путем усредсређивања желели да достигну духовне висине, али и они који су у страху од Османлија тражили спас у неприступачним гудурама Клисуре. На овај значај још увек подсећају манастири и манастиришта, цркве и црквишта. Већина од њих је у рушевинама, док поједини још увек живе као топоними.

Међутим, у каснијем периоду Османлијске власти, Островичке терме добијају већи значај, јер је Сићевачка клисура служила као најподесније збежиште околног становништва, а Османлије су као привелеговани друштвени елеменат, користиле Нишку Бању. Како у читавом Нишављу није било других значајних лековитих извора где би се српски народ могао неузнемираван од Османлија лечити, ове терме су добиле на значају.
Крајем 18. века, због потреба посетилаца, око самих Островичких терми, које су отада почела масовно да се користити за лечење, подигнуто је више склоништа и један хан. Он се налазио на Аништу код Бањице и служио је и за потребе бањских посетилаца.
У другој половини 19. века, по ослобађању Србије од Осдманлија Островичнс терме су изгубиле дотадашњи значај лечилишта на термоминералним изворима, јер се од осамдесетих година 19. века српско становништво нишког краја почело масовно лечити у Нишкој Бањи. Тако су терме као лечилиштер пале у заборав, и почеле су се користити и у привредно–практичне сврхе.
Искључиво лечилишну култну улогу задржао је, а и до данас је одржао, нетермални извор Црквиште, који се сматра „светом“ водом јер је лоциран под рушевинама манастира Свети Арханђел у насељу раселница Островице.